# Kortstaartleeuwerik
De kortstaartleeuwerik (Spizocorys fremantlii; synoniem: Pseudalaemon fremantlii) is een zangvogel uit de familie Alaudidae (leeuweriken).

## Verspreiding en leefgebied
Deze soort komt voor in oostelijk Afrika en telt drie ondersoorten:
- S. f. fremantlii: zuidoostelijk Ethiopië en Somalië.
- S. f. megaensis: zuidelijk Ethiopië en noordelijk Kenia.
- S. f. delamerei: zuidelijk Kenia en noordelijk Tanzania.

## Status
De grootte van de populatie is niet gekwantificeerd maar de soort wordt omschreven als plaatselijk algemeen en in Somalië soms zeer talrijk. Op de Rode lijst van de IUCN heeft deze soort de status niet bedreigd.